# 大衛城酒店

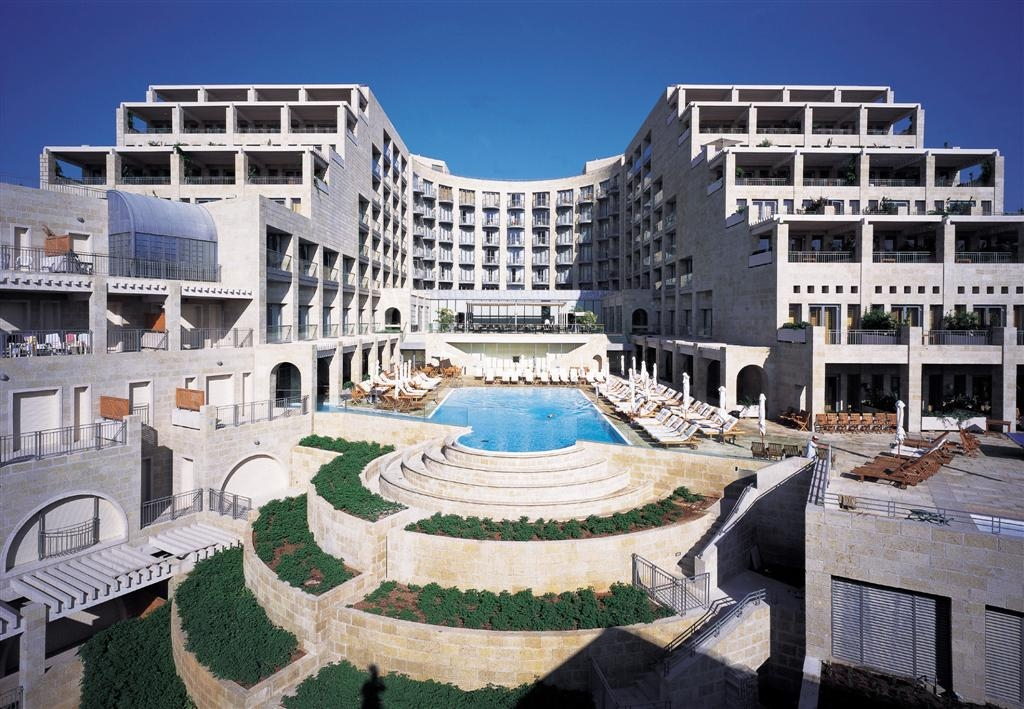
大衛城酒店

大衛城酒店（malón mezudát davíd），是位於以色列耶路撒冷市中心的一座高級酒店。大衛城酒店和附近的大衛王酒店及華爾道夫酒店並稱為耶路撒冷的旗艦酒店。有眾多各界名人曾下榻大衛城酒店。